# 余姚西站
余姚西站是浙江省余姚市阳明街道境内的一座铁路车站，余姚民間及余姚市政府稱為“鐵路西貨站”，有萧甬铁路经过。车站为上海局集团宁波车务段管辖的二等货运站，设有正线2股、到发线4股，货物线4股，牵出线1股。车站目前仅办理整车及集装箱货物发到运输，货场面积33588平方米，内设有4条货物装卸线:222，主要到发品为金属矿石类、水泥类、化工类、煤炭类、其它类。
余姚西站建于1992年9月，1993年投入运营，当时为五等站。1998年开始扩建为货运站，并于1999年建成，2001年6月正式改为货运站并承担了原余姚站的货运业务。2006年11月停办零担货运业务:222。